# داون إيدن غولدستاين
داون إيدن غولدستاين (بالإنجليزية: Dawn Eden)‏ هي ناقدة موسيقية وصحفية أمريكية، ولدت في 3 سبتمبر 1968 في نيويورك في الولايات المتحدة.

## وصلات خارجية
- الموقع الرسمي
- داون إيدن غولدستاين على موقع ميوزك برينز (الإنجليزية)